# Никола Серб
Никола Серб (серб. Никола Србин, примерно конец XIV века) — сербский православный иеромонах, протопсалт (главный певец) и один из известных композиторов сербского средневековья, наряду с Киром Стефаном Сербом, Исайей Сербом и Киром Иоакимом.

## Труды
- Херувимский гимн, хранящийся в Афинском музее[3]. Он основан на греческом тексте[4] и существует как в церковнославянской, так и в греческой версиях[5].